# Invisibilització

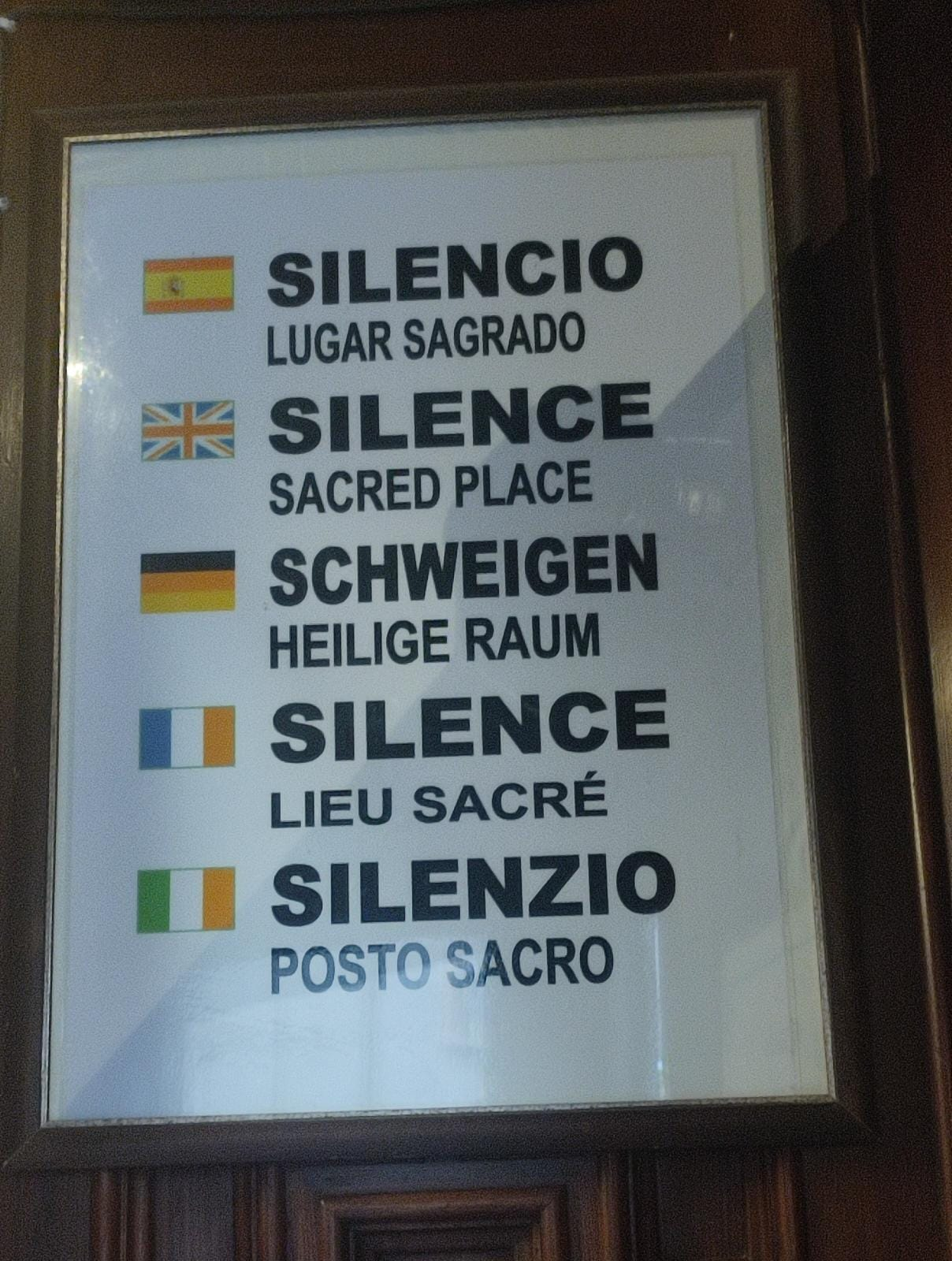
Invisibilització del valencià al rètol de l'entrada d'una església de l'Alacantí.

Invisibilització és un concepte àmpliament utilitzat a les ciències socials per a designar una sèrie de mecanismes culturals que duen a ometre la presència de determinats grups socials. Els processos d'invisibilització afecten particularment els grups socials subjectes a relacions de dominació, com ara a les dones, les minories, els pobles no europeus, les persones negres i els grups socials que el componen, etc.
Els processos d'invisibilització solen estar íntimament relacionats amb processos destinats a imposar la superioritat d'un grup social sobre un altre, com el racisme, el masclisme, l'eurocentrisme, l'androcentrisme, l'antisemitisme, l'homofòbia, i els processos de discriminació en general.
La invisibilització és una forma de violència (discriminació, violència estructural, violència simbòlica) causada pel masclisme, homofòbia, xenofòbia, racisme, classisme i altres formes de dominació per la força d'unes persones o grups a les altres. Des de l'antimasclisme, l'anti-homofòbia, la justícia, la diversitat cultural, la igualtat de drets i la cultura de pau es pot mirar de pal·liar amb la visibilització, l'educació i altres eines.

## Característiques i mecanismes
La invisibilització és un procés relacionat amb la construcció del concepte social dels altres o de l'altre, per oposició al concepte de nosaltres.
El mecanisme més antic i elemental d'invisibilització és la destrucció de les obres culturals del grup a qui es pretén invisibilitzar. Un exemple va ser la conquesta d'Amèrica pels europeus els segles xvi i xviii, que van destruir intencionalment temples, llibres, ciutats, obres d'art, a més de prohibir llengües, religions i pràctiques culturals i socials dels pobles originaris.
En èpoques més properes, els processos d'invisibilització són més subtils i solen manifestar-se al moment de considerar la rellevància de determinada informació amb la fi de procedir cap a una investigació o de produir un relat (vegeu metanarrativa).
Als processos d'invisibilització resulta habitual recórrer a estereotips i generalitzacions que impedeixen la particularització de determinats grups socials. Això es deu al fet que en gran manera els processos d'invisibilització s'implementen a través de mecanismes de supressió de la identitat, que danyen la memòria col·lectiva del grup afectat i duen a la construcció d'"històries" i "veritats" socials afectades per aquests mecanismes.
Un exemple que mostra la complexitat dels processos d'invisibilització és la manera en què va conceptualitzar-se la relació entre la dona i el treball. Des de fa segles, es va imposar una definició de treball que només inclou l'activitat creativa i la productiva a l'àmbit públic, no el domèstic. Per aquest motiu, existeix una divisió sexual del treball en la qual les dones són éssers anònims que fan tasques de cures, cobrant menys o sense cobrar, i s'enfronten a sostres de vidre, mentre els homes tenen nom i cognom propi, són per ells mateixos i no en relació amb altres persones, ocupen més càrrecs de decisió i de treball a l'esfera pública, tenen més diners, paguen menys i tenen més poder polític, econòmic i simbòlic. En una societat androcèntrica, patriarcal i masclista, la major part de les realitzacions culturals de les dones pràcticament no van quedar registrades a la història que només enregistra la presència, pràcticament, dels homes.

## Invisibilització i emmascarament («covering»)
Existeix també una relació propera entre els mecanismes d'invisibilització i emmascarament («covering» en anglès), posat de manifest pel sociòleg Erving Goffman, derivat per la seva banda del mecanisme d'estigmatització social que constitueix una part fonamental dels processos de discriminació.
L'emmascarament és un mecanisme utilitzat per les persones estigmatitzades, que es veuen pressionades a cobrir la seva identitat davant de tercers. Kenji Yoshino afirma que aquest procés es desenvolupa a través de quatre mecanismes relacionats com l'aparença, la subcultura, l'activisme i l'associació. D'aquesta manera els processos d'emmascarament i les persones estigmatitzades solen ser molt estrictes en prendre una aparença clarament llunyana de l'estereotip de la identitat estigmatitzada, i posen molta cura en no relacionar-se amb les sub-cultures associades amb la identitat estigmatitzada, rebutja qualsevol activisme en favor d'aquests grups, i evita les relacions socials amb altres persones estigmatitzades. El discriminat actua i adopta els valors del discriminador i es converteix ell mateix en un discriminador de la seva pròpia identitat.
El procés d'emmascarament reforça estructuralment els processos d'invisibilització reclutant al mateix discriminat que es torna així un agent actiu d'invisibilització de la seva pròpia identitat. Un dels moments crucials d'aquesta connexió està referit a la memòria col·lectiva, quan els mateixos individus discriminats interrompen la tradició cultural fins a les noves generacions.